# Antrodiaetus unicolor
Espèce
Synonymes
- Mygale unicolor Hentz, 1842
- Mygale gracilis Hentz, 1842
- Brachybothrium accentuatum Simon, 1885
- Nidivalvata angustata Atkinson, 1886
- Nidivalvata marxii Atkinson, 1886

Antrodiaetus unicolor est une espèce d'araignées mygalomorphes de la famille des Antrodiaetidae.

## Distribution
Cette espèce est endémique des États-Unis. Elle se rencontre en Arkansas, en Alabama, en Géorgie, en Caroline du Sud, en Caroline du Nord, au Tennessee, au Kentucky, en Virginie-Occidentale, en Virginie, au Maryland, en Pennsylvanie, au New Jersey, dans l'État de New York, en Ohio, en Indiana et en Illinois.

## Description

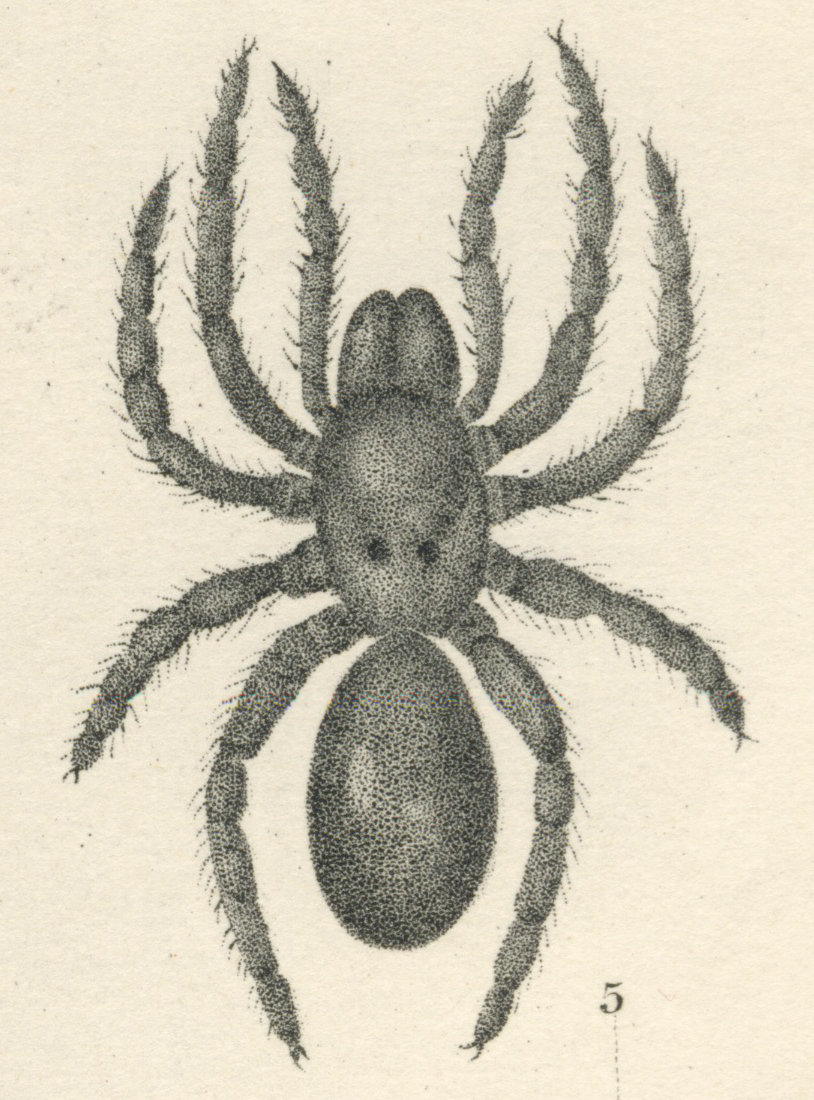
Antrodiaetus unicolor dessin de Hentz.

La carapace des mâles mesure de 4,0 à 6,6 mm de long sur de 2,97 à 5,24 mm et la carapace des femelles mesure de 5,4 à 10,7 mm de long sur de 3,88 à 8,06 mm.

## Systématique et taxinomie
Cette espèce a été décrite sous le protonyme Mygale unicolor par Hentz en 1842. Elle est placée dans le genre Antrodiaetus par Ausserer en 1871.
Mygale gracilis, Brachybothrium accentuatum, Nidivalvata angustata et Nidivalvata marxii ont été placées en synonymie par Coyle en 1971.

## Publication originale
- Hentz, 1842 : « Descriptions and figures of the araneides of the United States. » Boston journal of natural history, vol. 4, p. 54-57 & 223-231 (texte intégral).